# Slapaj
A Slapaj (eredeti cím: Foofur) amerikai televíziós rajzfilmsorozat a Hanna-Barbera stúdiótól, amelynek alkotója Phil Mendez. Amerikában 1986-tól 1988-ig vetítette az NBC. Magyarországon először a Duna Televízió vetítette, majd később az Msat, a Minimax, az ATV és az M2 is leadta. Ezenkívül Magyarországon megjelent DVD sorozatban is. A sorozat 2 évadot élt meg, azon belül 46 részt.

## Cselekmény
A történet Willowby városában játszódik egy birtokon, ahol egy gazdag ember élt a kék juhászkutyájával, Slapajjal és annak unokahúgával, Fánikával. Mikor a gazda meghalt, Slapaj és Fánika egyedül maradtak a birtokon, amit a gazda végrendeletében Slapajra bízott. Tavasz beköszöntekor újabb kutyák érkeznek a birtokra, akiket Slapaj szabadított ki a sintérek karmai közül. A kutyák Frici és neje, Hanna, valamint Lajos, Mirabella, Dolly, aki Slapaj szerelme, Burt, aki a riválisa, és egy macska, Hirig. A bandának van egy ellensége, Mrs. Amelia Escrow, akinek munkája a birtok eladása. Az eladást, azonban az agyafúrt kedvencek mindig megakadályozzák egy csellel. Az asszonynak van egy kutyája, Pepe, kinek célja, elűzni az ingyenélő, a lakbér fizetését mellőző társaságot. Rajtuk kívül a patkányoknak is szokása Slapajék alá tenni, de a kis csapat mindig keresztülhúzza a számításaikat. Legtöbbször Hirigből űznek tréfát. Az "Aki a kanárit szereti, rossz macska nem lehet!" című részben kiengedik Mrs. Escrow kanáriját a kalitkából, és az elhullajtott madártollak segítségével elhitetik a macskával, hogy megette. A sintérek, Lakli és Menyus is gyakran üldözik őket, de a kutyák mindig túljárnak az eszükön. A csapat mindaddig biztonságban van, míg Mrs. Escrow nem jön rá, hogy az eladni kívánt ingatlanban örömmel tanyáznak.

## Szereposztás
| Szereplő    | Szereplő     | Eredeti hang                                  | Magyar hang       |
| Magyar név  | Eredeti név  | Eredeti hang                                  | Magyar hang       |
| ----------- | ------------ | --------------------------------------------- | ----------------- |
| Slapaj      | Foofur       | Frank Welker                                  | Balázsi Gyula     |
| Fánika      | Rocki        | Christina Lange                               | Somlai Edina      |
| Hirig       | Fencer       | Eugene Williams                               | Fekete Zoltán     |
| Frici       | Fritz Carlos | Jonathan Schmock                              | Dobránszky Zoltán |
| Lajos       | Louis        | Richard Gautier                               | Melis Gábor       |
| Hanna       | Hazel        | Pat Carroll                                   | Zsolnai Júlia     |
| Mirabella   | Annabell     | Susan Tolsky                                  | Gulyás Ági        |
| Mrs. Escrow | Mrs. Escrow  | Susan Silo                                    | Jani Ildikó       |
| Pepe        | Pepe         | Don Messick                                   | Szokol Péter      |
| Bertie      | Burt         | William Callaway                              | Wohlmuth István   |
| Dolly       | Dolly        | Susan Blu                                     | Zsigmond Tamara   |
| Mel         | Mel          | David Doyle                                   | Csuja Imre        |
| Harvey      | Harvey       | Michael Bell                                  | Barbinek Péter    |
| Samu        | Sammy        | Chick Vennera                                 | Rudas István      |
| Baby        | Baby         | Peter Cullen                                  | Imre István       |
| Chucky      | Chucky       | Allan Melvin (1. hang) Frank Welker (2. hang) | Zágoni Zsolt      |

## A magyar változat munkatársai
Magyar szövegː Takácsy Gizella
Felolvasó: Némedi Mari
A szinkront a Mafilm Audio Kft. készítette.

## Érdekességek
- Ezzel a rajzfilmsorozattal indult útjára a Minimax 1999. december 6-án, 18 órakor.
- A 90-es években a műsorújságokban ismeretlen okból belga rajzfilmként szerepelt.
- Amerikában képregény formájában is megjelent a sorozat a Marvel Comics védjegye alá tartózó, négy éven át működő Star Comics gondozásában. A képregényfüzetek az egyes epizódok történeteit dolgozták fel. A Star Comics célcsoportja a gyerekek voltak.

## Fordítás
- Ez a szócikk részben vagy egészben  a   Foofur című angol Wikipédia-szócikk fordításán alapul.  Az eredeti cikk szerkesztőit annak laptörténete sorolja fel. Ez a jelzés csupán a megfogalmazás eredetét és a szerzői jogokat jelzi, nem szolgál a cikkben szereplő információk forrásmegjelöléseként.